# 0 + 0 = 8

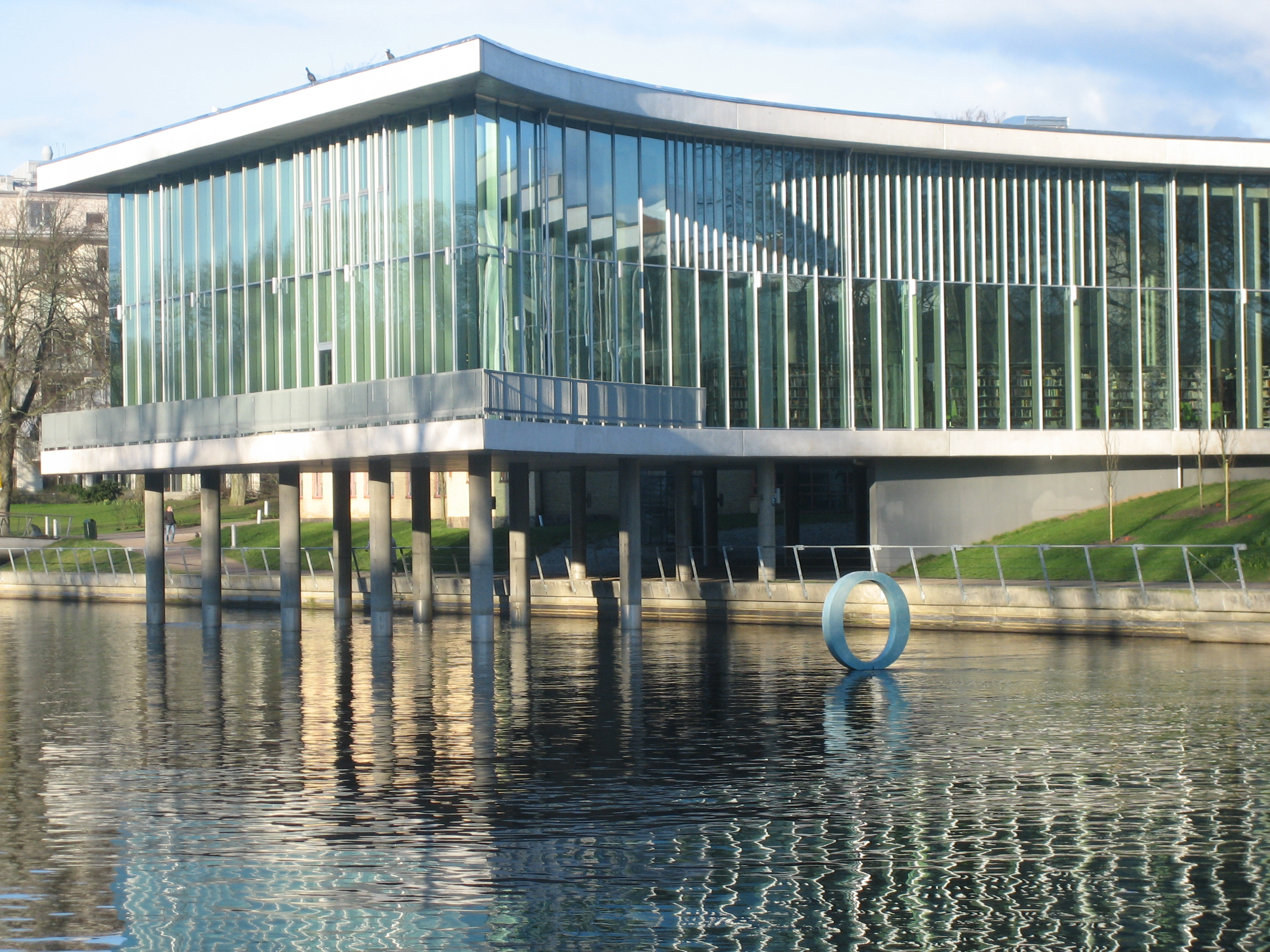
0 + 0 = 8 framför Halmstads stadsbibliotek

0 + 0 = 8, eller Noll plus noll är lika med åtta, är en skulptur av Fredrik Wretman i Halmstad. Skulpturen, som är flytande, fanns under ett antal år att beskåda på Nissan vid den del av Halmstads stadsbibliotek som vilar på pelare i ån (56°40′30.4″N 12°51′38.3″Ö / 56.675111°N 12.860639°Ö). Skulpturen placerades ut den 17 december 2007 och invigdes på nyårsafton samma år av kommunstyrelsens ordförande Carl Fredrik Graf tillsammans med konstnären själv.
Efter många problem med skador av is i ån vintertid, flyttades konstverket 2013/2014 till dammen i Slottsparken, väster om Södra vägen.

## Bakgrund
Halmstad markerade sitt 700-årsjubileum 2007 med ett nytt offentligt konstverk. Våren 2006 skapades en "tio-i-topplista" med tänkbara konstnärer. Ett av kriterierna var att konstnären skulle vara svensk och internationellt känd. De tre toppkandidaterna fick 25 000 kr var för att ta fram varsitt förslag, vilka ställdes ut på Nya Stadsgalleriet för allmänhetens beskådan. Kommuninvånarna fick rösta på sin favorit, varvid  "0+0=8" av Fredrik Wretman vann. Totalt röstade 3 722 personer under omröstningen, som pågick från 25 november 2006 till 5 januari 2007. De två övriga förslagen inskickades av Monika Larsen Dennis och Jan Svenungsson.

## Konstverket
"0 + 0 = 8" föreställer en rund ring, "0" som flyter, och när den speglar sig i vattenytan uppstår skenbart siffran åtta (8), därav namnet. "Åttan" skall symbolisera att Halmstad nu gått in i sitt åttonde århundrade, efter det att staden firat sitt 700-årsjubileum 2007.

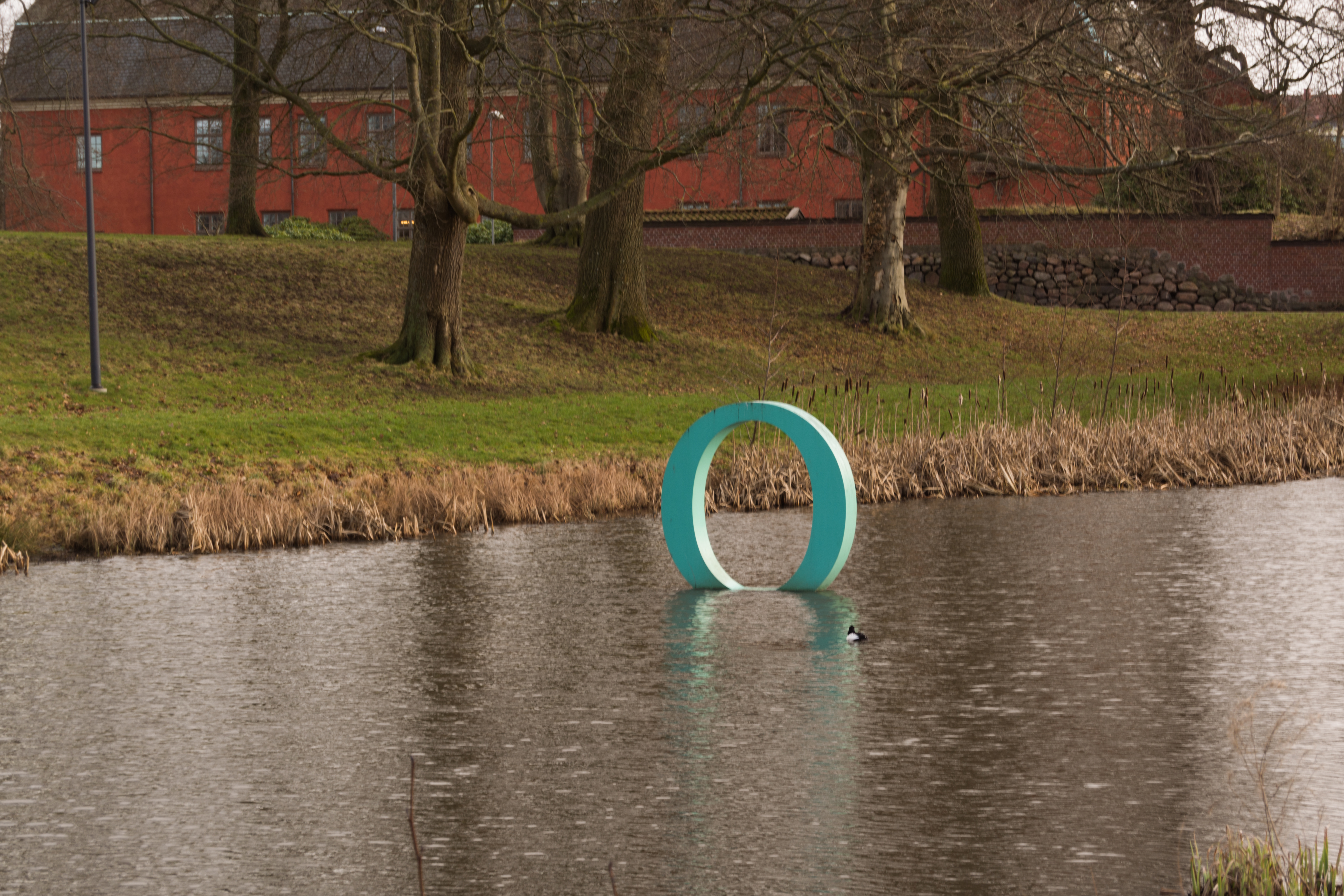
0 + 0 = 8 i Slottsparken bredvid Halmstads slott.

"Nollan" var fastsatt på ett flytande fundament, som förhindrades från att flyta iväg genom flera kraftiga vajrar, vilka var förankrade i Nissans botten. Konstruktionen som alltid var flytande tillät en nivåskillnad på upp till tre meter. Skulpturen är tillverkad i glasfiber, därför att det först tänkta alternativet brons skulle ha blivit alltför tungt för flytanordningen. Ytan liknar ärgad bronspatinering och skuilpturen är avsedd att belysas av ultraviolettljus.
Efter många problem med skador av is i ån flyttades konstverket 2013/2014 till dammen i Slottsparken, väster om Södra vägen.

## Bildgalleri

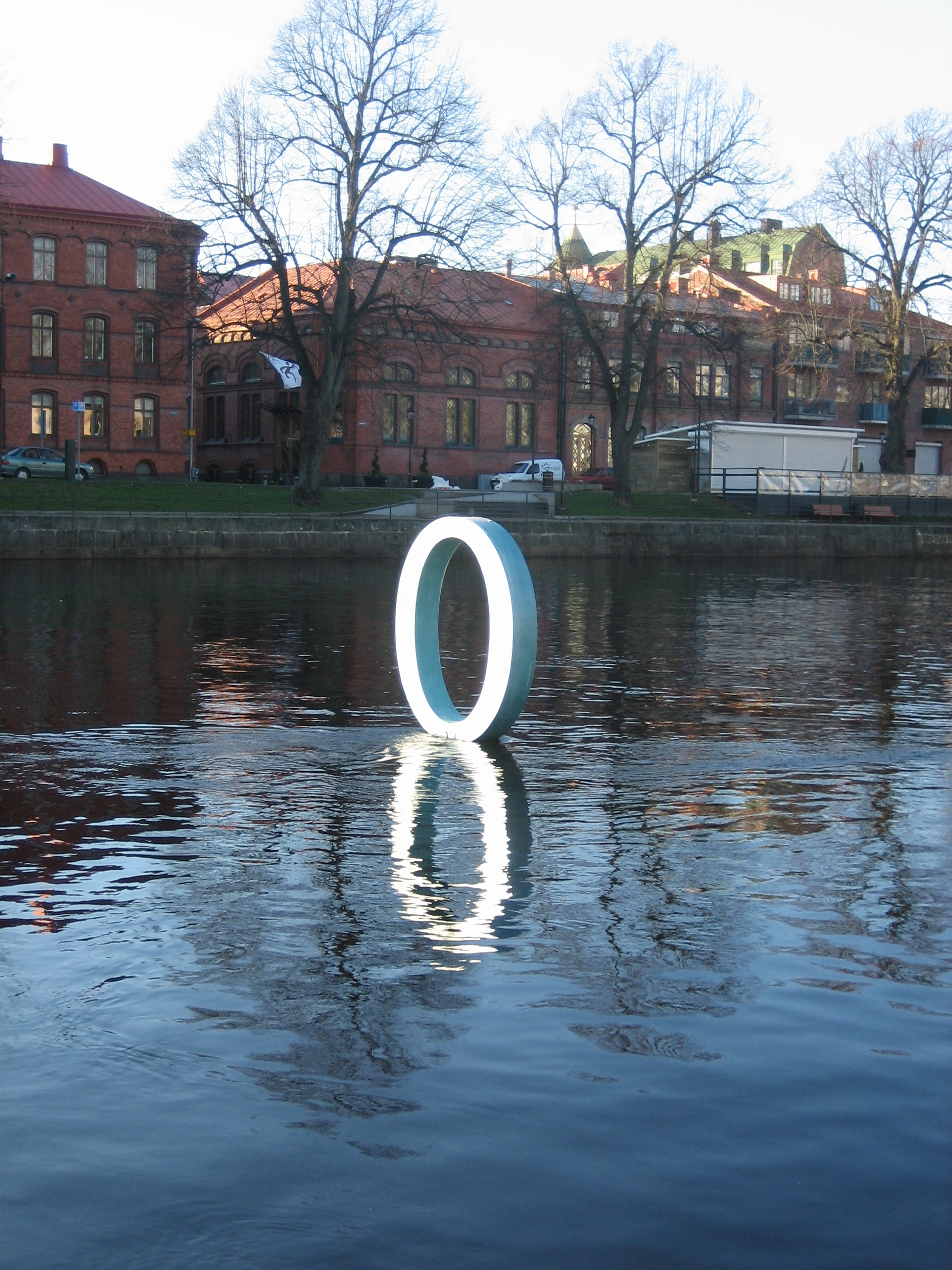

- 0+0=8 på tidigare plats i Nissan